# 10,5 cm hrubý kanón vz. 35
Il 10,5 cm hrubý kanón vzor 35 (in ceco: "cannone pesante modello 1935 calibro 105 mm")  era un cannone campale pesante cecoslovacco, prodotto dalla Škoda. Era il pezzo più moderno in servizio nell'Esercito cecoslovacco allo scoppio della seconda guerra mondiale.

## Storia e tecnica

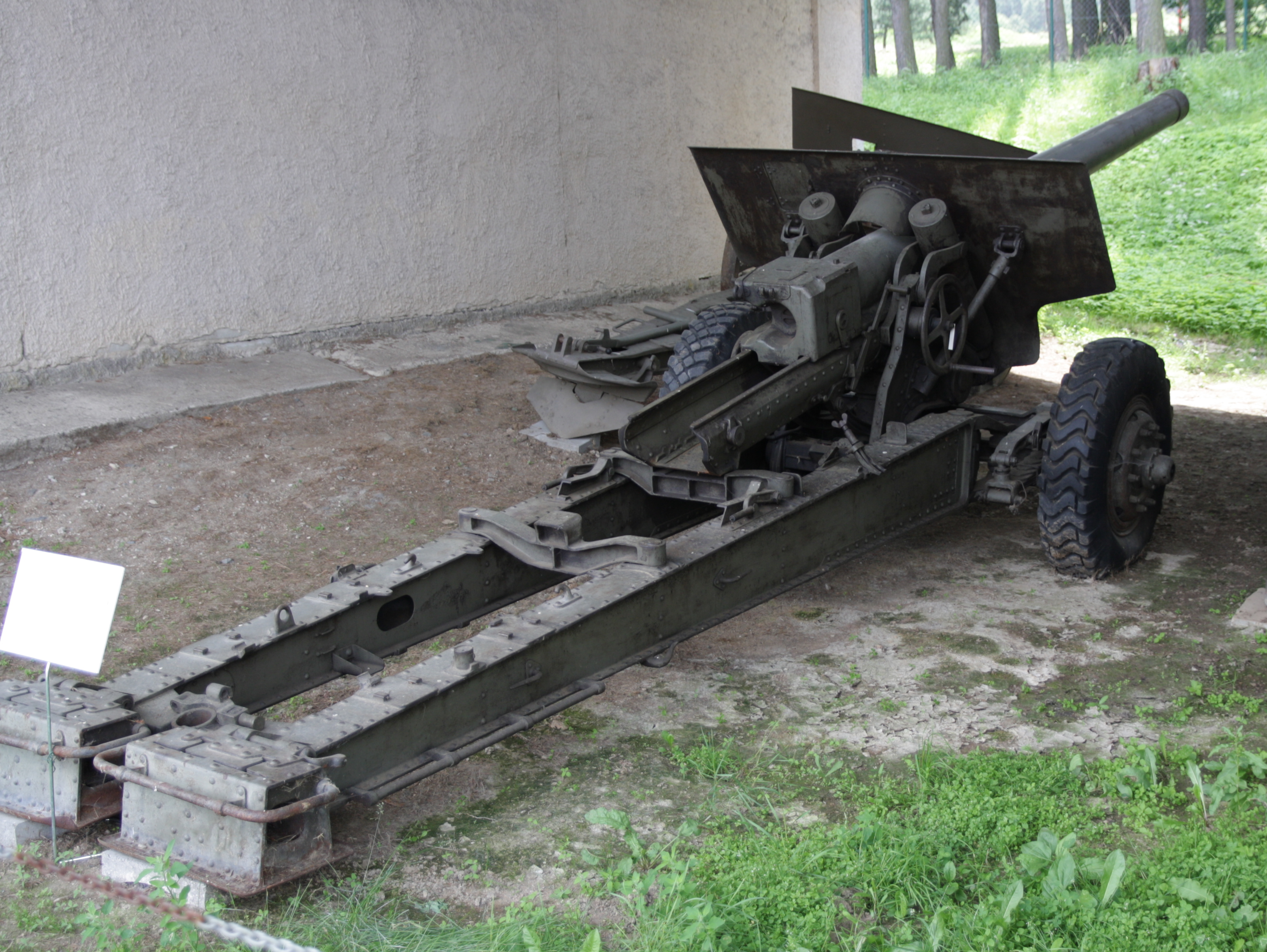
Un 10,5 cm hrubý kanón vz. 35 esposto al Museo tecnico militare di Lešany.

Il cannone pesante fu sviluppato dall'Istituto tecnico e aeronautico militare a partire dal 1927. La sua forma definitiva fu approvata nel 1931. Nel 1933, il Ministero della difesa nazionale ordinò un prototipo che fu consegnato dalla Škoda alla fine di novembre del 1934. Dopo impegnativi test e la risoluzione di difetti, il pezzo fu adottato nel 1935 dall'esercito con la denominazione 10,5 cm hrubý kanón vzor 35. La Lituania ordinò 24 pezzi, dei quali solo 4 consegnati prima dell'occupazione della Cecoslovacchia. Dopo l'invasione, i cannoni catturati dalla Germania furono immessi in servizio dalla Wehrmacht con la denominazione 10,5 cm K 35(t). Inoltre la produzione di queste moderne ed efficienti armi continuò per i tedeschi nel Protettorato di Boemia e Moravia. Trentasei cannoni rimasti in Slovacchia nel 1939 entrarono in servizio nell'esercito di questa nuova entità statale indipendente.
Il cannone fu acquistato anche dal Reale Esercito Jugoslavo con la denominazione M.36. Anche questi pezzi, catturati dopo l'invasione della Jugoslavia, vennero riutilizzati come 10,5 cm 339(j).
Il vz. 35 era un cannone in grado di sparare direttamente su qualsiasi bersaglio a terra. Erano disponibili munizioni ad alto esplosivo, con spoletta a tempo e semi-corazzata. L'affusto, su ruote con robuste pneumatici, era dotato di scudo per i serventi e includeva anche ruote ad alta velocità per il traino meccanizzato. Un esemplare è esposto presso il Museo tecnico militare di Lešany.